# Acrilato
Gli acrilati sono i sali, le basi coniugate e gli esteri dell'acido acrilico e dei suoi derivati. Possono essere definiti anche come propenoati in base alla nomenclatura IUPAC, poiché derivano dall'acido 2-propenoico, altro nome dell'acido acrilico. Lo ione acrilato ha la formula molecolare CH2=CHCOO-

Ione acrilato

L'acido acrilico contiene un gruppo vinilico, direttamente legato al carbonio del gruppo carbonilico.
Gli acrilati e i metilmetacrilati (sali ed esteri dell'acido metacrilico) sono monomeri comuni nella produzione di polimeri, in quanto portano alla formazione di numerosi polimeri acrilati. La formazione di questi polimeri è dovuta all'elevata reattività del doppio legame vinilico.

## Acrilati
- Acido metacrilico (MAA)
- Metacrilato di metile (MMA)
- Polimetilmetacrilato (PMMA)